# Liste des pays ayant l'anglais pour langue officielle
Pour les articles homonymes, voir Anglais (homonymie).

Une carte des pays qui utilisent l'anglais comme une langue officielle

L’anglais est la langue officielle d'un certain nombre d’État membres de l’ONU ou de certains territoires en particulier. Il peut également arriver que l'anglais ne soit que l'une des langues officielles de l’État ou du territoire aux côtés d'autres langues (à titre d'exemple, le Canada a pour langues officielles l'anglais et le français). Il existe également des cas particuliers où l'anglais n'est pas la langue officielle, alors même qu'il s'agit de la langue la plus parlée. 
Presque tous ces pays sont d'anciennes colonies ou d’anciens protectorats britanniques. Les Philippines sont quant à elles une ancienne colonie des États-Unis et le Libéria a été fondé par d'anciens esclaves nés aux États-Unis, ainsi que les pays faisant autrefois partie du territoire sous tutelle des îles du Pacifique (les Palaos, les îles Marshall, et les États fédérés de Micronésie). Les Samoa américaines, Guam et les îles Vierges américaines sont aussi des territoires des États-Unis.
Le statut de l'anglais comme langue officielle d'un pays n'est pas nécessairement en rapport avec le nombre de locuteurs de ce pays. C'est particulièrement vrai pour beaucoup de pays africains, et, dans une moindre mesure, les Philippines.

## Statut officiel relatif de l'anglais
Dans des pays comme l'Australie, les États-Unis, le Royaume-Uni, l'anglais n'est pas une langue officielle définie par la loi ou la constitution mais est langue de facto. De plus, certains États des États-Unis ou régions du Royaume-Uni ont défini l'anglais comme langue officielle de jure.
Pour certains pays, comme le Royaume-Uni ou les États-Unis, l’anglais n’a pas de statut officiel, mais, étant la langue du gouvernement et de l’administration, il est de facto la langue officielle. Leur présence dans la liste, si elle est juridiquement inexacte, se justifie cependant car elle correspond à la réalité de ces pays. Cependant, la situation varie au sein même des États composant les États-Unis : certains n'ont pas de langue officielle, d'autres en ont plusieurs. De plus il faut noter que l'Inde distingue trois statuts pour ses langues : le statut official language (langue officielle), qui est réservé à l'hindoustani, le statut language associated (langue associée) qui concerne l'anglais (l'Inde après son indépendance pensait se débarrasser de la langue anglaise au bout d'une période transitoire une fois les institutions gouvernementales mises au point).

## Liste des pays ayant l'anglais pour langue officielle
La liste ci-dessous indique les États et territoires ayant l’anglais parmi les langues officielles, de jure ou de facto. La plupart d’entre eux sont membres du Commonwealth ; ceux qui n’en font pas (ou plus) partie sont indiqués par *. Les pays pour lesquels l'anglais est la langue nationale de facto sont indiqués par **.
Les territoires autonomes mais dont la souveraineté est exercée par le Royaume-Uni (R-U), les États-Unis (É-U), la Nouvelle-Zélande (N-Z) ou l’Australie ont aussi été inclus dans cette liste, mais pas les territoires sans population permanente.
Sont indiqués dans l’ordre : le pays (le drapeau), la population totale et le rang en nombre d'habitants (NB : des chiffres de cette catégorie sont erronés).

### Afrique
| - Afrique du Sud : 50 908 000 hab. (25e) - Botswana : 1 900 000 hab. (29e) - Cameroun : 19 294 149 hab. (13e) - Érythrée : 6 233 682 hab. - Gambie : 1 735 464 hab. (30e) - Ghana : 24 322 000 hab. (8e) - Kenya : 41 002 772 hab. (11e) - Lesotho : 1 867 035 hab. (28e) - Liberia * : 3 482 211 hab. (25e) | - Malawi : 12 158 924 hab. (15e) - Maurice : 1 230 602 hab. (31e) - Namibie : 2 030 692 hab. (27e) - Nigeria : 170 123 740 hab. (7e) - Ouganda : 27 269 482 hab. (10e) - Rwanda : 11 262 564 hab. - Sainte-Hélène, Ascension et Tristan da Cunha (R-U) : 7 460 hab. (74e) - Seychelles : 81 188 hab. (54e) | - Sierra Leone : 6 017 643 hab. (18e) - Soudan : 35 482 233 hab. - Soudan du Sud : 11 562 695 hab. - Eswatini : 1 173 900 hab. (32e) - Tanzanie : 57 310 019 hab. (32e) - Territoire britannique de l'océan Indien : 3 000 hab. - Zambie : 11 261 795 hab. (16e) - Zimbabwe * : 12 746 990 hab. (14e) |

### Amérique
| - Anguilla (R-U) 13 677 hab. (80e) - Antigua-et-Barbuda : 68 722 hab. (58e) - Bahamas : 301 790 hab. (40e) - Barbade : 279 254 hab. (42e) - Belize : 279 457 hab. (41e) - Bermudes (R-U) : 65 365 hab. (59e) - Îles Caïmans (R-U) : 44 270 hab. (63e) - Canada : 32 300 000 hab. (9e) - Curaçao : 150 563 hab. | - Dominique : 69 029 hab. (57e) - États-Unis ** : 309 442 000 hab. (3e) - Grenade : 89 502 hab. (53e) - Guyana : 765 283 hab. (35e) - Jamaïque : 2 731 832 hab. (26e) - Îles Malouines (R-U) : 2 967 hab. (75e) - Montserrat (R-U) : 9 341 hab. (73e) - Porto Rico (É-U) : 3 912 054 hab. (24e) | - Saint-Christophe-et-Niévès : 38 958 hab. (64e) - Sainte-Lucie : 166 312 hab. (46e) - Saint-Martin (P-B) : 37 224 hab. - Saint-Vincent-et-les-Grenadines : 117 534 hab. (47e) - Trinité-et-Tobago : 1 088 644 hab. (33e) - Îles Turques-et-Caïques (R-U) : 20 556 hab. (67e) - Îles Vierges des États-Unis (É-U) : 108 708 hab. (65e) - Îles Vierges britanniques (R-U) : 22 643 hab. (49e) |

### Asie
| - Brunei : 372 361 hab. (39e) - Île Christmas (Australie) ** : 1 600 hab. (77e) - Îles Cocos (Australie) ** : 600 hab.) | - Hong Kong (Chine) : * 6 898 686 hab. (17e) - Inde : 1 143 540 000 hab. (2e) - Pakistan : 162 419 946 hab. (4e) | - Philippines * : 87 857 473 hab. (5e) - Singapour : 4 425 720 hab. (21e) |

### Europe
| - Akrotiri et Dhekelia (R-U) : 14 500 hab. (69e) - Gibraltar (R-U) : 32 194 - Guernesey : 65 228 hab. (60e) | - Irlande * : 4 130 700 hab. (22e) - Jersey : 90 812 hab. (52e) - Malte : 398 534 hab. (38e) | - Île de Man : 75 049 hab. (56e) - Royaume-Uni ** : 60 441 457 hab. (6e) |

### Océanie
| - Australie ** : 20 406 858 hab. (12e) - Îles Cook * : 21 388 hab. (66e) - Fidji : 893 354 hab. (34e) - Guam (É-U) ** : 168 564 hab. (45e) - Kiribati : 103 092 hab. (51e) - Îles Mariannes du Nord : 80 801 hab. (55e) - Îles Marshall * 59 071 hab. (62e) | - États fédérés de Micronésie * : 108 105 hab. (50e) - Niue * : 1 492 hab. (78e) - Nauru : 13 048 hab. (71e) - Île Norfolk (Australie) ** : 1 828 hab. (76e) - Nouvelle-Zélande ** : 4 108 561 hab. (23e) - Palaos * : 20 303 hab. (68e) - Papouasie-Nouvelle-Guinée : 5 545 268 hab. (20e) | - Îles Pitcairn (R-U) : 67 hab. (79e) - Îles Salomon : 538 032 hab. (37e) - Samoa : 177 287 hab. (44e) - Samoa américaines (É-U) ** : 64 869 hab. (61e) - Tonga : 112 422 hab. (48e) - Tuvalu : 11 636 hab. (72e) - Vanuatu : 205 754 hab. (43e) |

## Autres langues officielles dans le Commonwealth
Certains états membres du Commonwealth n’ont pas l’anglais comme (unique) langue officielle :
| - Afrique du Sud (afrikaans, anglais, ndébélé du Transvaal, sotho du Nord, sotho du Sud, swati, tsonga, tswana, venda, xhosa, zoulou) - Bangladesh (bengali) - Cameroun (français, anglais) - Canada (anglais, français) - Chypre (grec, turc) - Gabon (français) - Inde (hindi, anglais) - Kenya (swahili, anglais) - Malaisie (malais) | - Maldives (divehi) - Malte (anglais, maltais) - Mozambique (portugais) - Pakistan (ourdou, anglais) - Sri Lanka (cingalais, tamoul) - Seychelles (Créole seychellois, Anglais) | - Tanzanie (swahili **, anglais **) - Togo (français) |

## Langue minoritaire
Au Canada :
- Québec (l’anglais est une langue minoritaire et reste une des deux langues officielles du Canada)